# Psathyrella dunensis
Psathyrella dunensis är en svampart som beskrevs av Kits van Wav. 1985. Psathyrella dunensis ingår i släktet Psathyrella och familjen Psathyrellaceae.  Arten är reproducerande i Sverige. Inga underarter finns listade i Catalogue of Life.